# Spinarcturus natalensis
Spinarcturus natalensis är en kräftdjursart som beskrevs av Brian Frederick Kensley 1978. Spinarcturus natalensis ingår i släktet Spinarcturus och familjen Antarcturidae. Inga underarter finns listade i Catalogue of Life.